# Hugo Rubio
Hugo Eduardo Rubio Montecinos (født 5. juli 1960 i Talca, Chile) er en tidligere chilensk fodboldspiller (angriber).
Rubio spillede det meste af sin karriere i hjemlandet, hvor han blandt andet af tre omgange spillede for storklubben Colo-Colo, ligesom han havde ophold hos Cobreloa og Unión Española. Med Colo-Colo var han med til at vinde det chilenske mesterskab hele fire gange, mens det med Cobreloa blev til to ligatitler.
I udlandet spillede Rubio i Spanien, Italien og Schweiz, længst tid hos schweiziske FC St. Gallen.
Rubio spillede desuden 36 kampe og scorede 12 mål for det chilenske landshold. Han vandt både sølv og bronze med sit land ved Copa América, i henholdsvis 1987 og 1991.